# Atalanta Bergamasca Calcio 1974-1975
Questa voce raccoglie i dati riguardanti l'Atalanta Bergamasca Calcio nelle competizioni ufficiali della stagione 1974-1975.

## Stagione
Nella stagione 1974-1975 l'Atalanta disputa il campionato cadetto, con 39 punti ottiene la sesta posizione. Salgono in Serie A il Perugia con 49 punti, il Como con 46 punti ed il Verona con 45 punti. Retrocedono l'Alessandria con 34 punti, l'Arezzo con 33 punti ed il Parma con 30 punti.
La stagione inizia con il fermo intento di un ritorno nel massimo campionato, ma fin dalle prime giornate la squadra stenta e a rimetterci è l'allenatore Heriberto Herrera, a cui subentra il suo vice Angelo Piccioli che termina il campionato con il sesto posto. A livello societario avviene l'avvicendamento alla presidenza tra Achille Bortolotti ed Enzo Sensi.
Nella Coppa Italia il cammino dei neroazzurri si interrompe nel primo turno a gironi, nel 5º girone, a causa dei tre pareggi ottenuti con Genoa, Lazio e Pescara, e della sconfitta contro la Roma che vince il girone e passa al girone di finale A.

## Organigramma societario
Area direttiva
- Presidente: Enzo Sensi
- Vice presidente: Remo Capelli
- Amministr. delegato: Mario Consonni
- Segretario: Giacomo Randazzo

Area tecnica
- Direttore sportivo: Giuseppe Brolis
- Allenatore: Heriberto Herrera
dal 18-11-1974 Angelo Piccioli
- Vice allenatore: Angelo Piccioli

Area sanitaria
- Medico sociale: Gian Carlo Gipponi
- Massaggiatore: Renzo Cividini

## Rosa

Una formazione atalantina della stagione, in campo con una divisa di cortesia blu.

| N. |                   | Ruolo | Calciatore            |
| -- | ----------------- | ----- | --------------------- |
|    | Italia (bandiera) | P     | Renato Cipollini      |
|    | Italia (bandiera) | P     | Giuliano Tamburrini   |
|    | Italia (bandiera) | D     | Gabriele Andena       |
|    | Italia (bandiera) | D     | Vittorio Belotti      |
|    | Italia (bandiera) | D     | Bruno Divina          |
|    | Italia (bandiera) | D     | Marzio Lugnan         |
|    | Italia (bandiera) | D     | Gian Pietro Marchetti |
|    | Italia (bandiera) | D     | Antonio Percassi      |
|    | Italia (bandiera) | C     | Maurizio Gaiardi      |
|    | Italia (bandiera) | C     | Giorgio Mastropasqua  |

| N. |                   | Ruolo | Calciatore           |
| -- | ----------------- | ----- | -------------------- |
|    | Italia (bandiera) | C     | Antonio Rocca        |
|    | Italia (bandiera) | C     | Mario Russo          |
|    | Italia (bandiera) | C     | Augusto Scala        |
|    | Italia (bandiera) | C     | Raffaello Vernacchia |
|    | Italia (bandiera) | A     | Giacomo Facchinetti  |
|    | Italia (bandiera) | A     | Emanuele Gattelli    |
|    | Italia (bandiera) | A     | Elio Gustinetti      |
|    | Italia (bandiera) | A     | Giuliano Musiello    |
|    | Italia (bandiera) | A     | Hubert Pircher       |
|    | Italia (bandiera) | A     | Alberto Rizzati      |

## Risultati

### Serie B

#### Girone di andata
| Arbitro: | Serafino (Roma) |

|            |           |                 |
| Rizzati 9’ | Marcatori | 51’, 59’ Zigoni |

| Arbitro: | V. Lattanzi (Roma) |

|             |           |                 |
| La Rosa 45’ | Marcatori | 61’ G. Musiello |

| Arbitro: | Falasca (Chieti) |

|               |           |  |
| Marchetti 82’ | Marcatori |  |

| Arbitro: | Trono (Torino) |

|                |           |                  |
| D'Angiulli 12’ | Marcatori | 76’ Mastropasqua |

| Arbitro: | Moretto (San Donà di Piave) |

|                                  |           |  |
| G. Musiello 63’ Mastropasqua 85’ | Marcatori |  |

| Arbitro: | Barbaresco (Cormons) |

|                  |           |  |
| Ferrari 36’, 75’ | Marcatori |  |

| Arbitro: | Benedetti (Roma) |

|                |           |  |
| Montefusco 84’ | Marcatori |  |

| Bergamo 17 novembre 1974 8ª giornata | Atalanta            | 0 – 0 | Arezzo | Stadio Comunale\| Arbitro: \| Vannucchi (Bologna) \| |
| Arbitro:                             | Vannucchi (Bologna) |       |        |                                                      |

| Arbitro: | Milan (Treviso) |

|                |           |  |
| M. Palanca 81’ | Marcatori |  |

| Arbitro: | Barboni (Firenze) |

|              |           |  |
| A. Scala 30’ | Marcatori |  |

| Arbitro: | Ciulli (Roma) |

|            |           |  |
| Pruzzo 45’ | Marcatori |  |

| Arbitro: | Moretto (San Donà di Piave) |

|             |           |             |
| Turella 66’ | Marcatori | 90’ Rizzati |

| Bergamo 22 dicembre 1974 13ª giornata | Atalanta           | 0 – 0 | Brescia | Stadio Comunale\| Arbitro: \| Reggiani (Bologna) \| |
| Arbitro:                              | Reggiani (Bologna) |       |         |                                                     |

| Arbitro: | Schena (Foggia) |

|                                                |           |             |
| Vernacchia 27’ (rig.) Rizzati 29’ A. Scala 69’ | Marcatori | 87’ Carelli |

| Arbitro: | Menicucci (Firenze) |

|                                       |           |  |
| Pellizzaro 20’ Sollier 37’ Scarpa 65’ | Marcatori |  |

| Arbitro: | Vannucchi (Bologna) |

|                                                  |           |                      |
| G. Musiello 26’ Divina 60’ Vernacchia 67’ (rig.) | Marcatori | 34’ (rig.) Bresciani |

| Arbitro: | Ciacci (Firenze) |

|           |           |  |
| Paina 44’ | Marcatori |  |

| Arbitro: | Barboni (Firenze) |

|                 |           |  |
| G. Musiello 53’ | Marcatori |  |

| Arbitro: | Lenardon (Siena) |

|            |           |              |
| Serato 54’ | Marcatori | 28’ M. Russo |

#### Girone di ritorno
| Arbitro: | Ciulli (Roma) |

|           |           |  |
| Luppi 11’ | Marcatori |  |

| Bergamo 23 febbraio 1975 21ª giornata | Atalanta         | 0 – 0 | Palermo | Stadio Comunale\| Arbitro: \| Benedetti (Roma) \| |
| Arbitro:                              | Benedetti (Roma) |       |         |                                                   |

| Arbitro: | Panzino (Catanzaro) |

|                    |           |                |
| Manueli 38’ (rig.) | Marcatori | 75’ Vernacchia |

| Arbitro: | Ambrosio (Napoli) |

|                          |           |                    |
| M. Russo 12’ Rizzati 71’ | Marcatori | 38’ (aut.) Rizzati |

| Arbitro: | Menicucci (Firenze) |

|                                   |           |             |
| M. Russo 39’ (aut.) Magherini 57’ | Marcatori | 79’ Rizzati |

| Arbitro: | Picasso (Chiavari) |

|                             |           |              |
| A. Scala 16’ Gustinetti 73’ | Marcatori | 65’ Albanese |

| Arbitro: | Bergamo (Livorno) |

|              |           |  |
| A. Scala 30’ | Marcatori |  |

| Arbitro: | Levrero (Genova) |

|             |           |                 |
| S. Villa 6’ | Marcatori | 66’ G. Musiello |

| Arbitro: | Gonella (Torino) |

|             |           |  |
| Rizzati 18’ | Marcatori |  |

| Arbitro: | Prati (Parma) |

|              |           |  |
| Correnti 80’ | Marcatori |  |

| Arbitro: | Turiano (Reggio Calabria) |

|  |           |           |
|  | Marcatori | 43’ Mosti |

| Arbitro: | Lanzetti (Viterbo) |

|                  |           |  |
| Mastropasqua 67’ | Marcatori |  |

| Arbitro: | R. Lo Bello (Siracusa) |

|             |           |  |
| Michesi 60’ | Marcatori |  |

| Arbitro: | Trono (Torino) |

|                  |           |                            |
| Bonci 69’ (rig.) | Marcatori | 43’ (rig.), 87’ Vernacchia |

| Arbitro: | Reggiani (Bologna) |

|                              |           |               |
| G. Musiello 12’ A. Scala 36’ | Marcatori | 6’ Pellizzaro |

| Arbitro: | Grillenzoni (Finale Emilia) |

|                                |           |              |
| Bresciani 29’, 57’ Lodetti 88’ | Marcatori | 14’ A. Scala |

| Arbitro: | Paparesta (Bari) |

|                                       |           |          |
| Rizzati 14’ A. Scala 34’ M. Russo 36’ | Marcatori | 3’ Croci |

| Arbitro: | Tempio (Catania) |

|                |           |             |
| Castronaro 37’ | Marcatori | 73’ Rizzati |

| Arbitro: | Foschi (Forlì) |

|                                   |           |                                |
| A. Scala 5’ Vernacchia 64’ (rig.) | Marcatori | 70’ Ballarin 83’ (rig.) Nobili |

### Coppa Italia

#### Primo turno
| Bergamo 28 agosto 1974 1ª giornata | Atalanta       | 0 – 0 | Lazio | Stadio Comunale\| Arbitro: \| Trono (Torino) \| |
| Arbitro:                           | Trono (Torino) |       |       |                                                 |

| Pescara 1º settembre 1974 2ª giornata | Pescara                    | 0 – 0 | Atalanta | Stadio Adriatico\| Arbitro: \| Trinchieri (Reggio Emilia) \| |
| Arbitro:                              | Trinchieri (Reggio Emilia) |       |          |                                                              |

| Arbitro: | Gialluisi (Barletta) |

|                                     |           |  |
| Cordova 23’ G. Morini 25’ Prati 81’ | Marcatori |  |

| Bergamo 22 settembre 1974 5ª giornata | Atalanta          | 0 – 0 | Genoa | Stadio Comunale\| Arbitro: \| Sancini (Bologna) \| |
| Arbitro:                              | Sancini (Bologna) |       |       |                                                    |

## Statistiche

### Statistiche di squadra
| Competizione | Punti | In casa | In casa | In casa | In casa | In casa | In casa | In trasferta | In trasferta | In trasferta | In trasferta | In trasferta | In trasferta | Totale | Totale | Totale | Totale | Totale | Totale | DR |
| Competizione | Punti | G       | V       | N       | P       | Gf      | Gs      | G            | V            | N            | P            | Gf           | Gs           | G      | V      | N      | P      | Gf     | Gs     | DR |
| ------------ | ----- | ------- | ------- | ------- | ------- | ------- | ------- | ------------ | ------------ | ------------ | ------------ | ------------ | ------------ | ------ | ------ | ------ | ------ | ------ | ------ | -- |
| Serie B      | 39    | 19      | 13      | 4       | 2       | 26      | 11      | 19           | 1            | 7            | 11           | 11           | 25           | 38     | 14     | 11     | 13     | 37     | 36     | +1 |
| Coppa Italia |       | 2       | 0       | 2       | 0       | 0       | 0       | 2            | 0            | 1            | 1            | 0            | 3            | 4      | 0      | 3      | 1      | 0      | 3      | -3 |

### Statistiche dei giocatori
| Giocatore       | Serie B  | Serie B | Coppa Italia | Coppa Italia | Totale   | Totale |
| Giocatore       | Presenze | Reti    | Presenze     | Reti         | Presenze | Reti   |
| --------------- | -------- | ------- | ------------ | ------------ | -------- | ------ |
| G. Andena       | 36       | 0       | 4            | 0            | 40       | 0      |
| V. Belotti      | 3        | 0       | 2            | 0            | 5        | 0      |
| F. Brambilla    | 0        | 0       | 1            | 0            | 1        | 0      |
| R. Cipollini    | 37       | 0       | 4            | 0            | 41       | 0      |
| B. Divina       | 34       | 1       | 3            | 0            | 37       | 1      |
| G. Facchinetti  | 1        | 0       | 0            | 0            | 1        | 0      |
| M. Gaiardi      | 7        | 0       | 4            | 0            | 11       | 0      |
| E. Gattelli     | 9        | 0       | 3            | 0            | 12       | 0      |
| E. Gustinetti   | 14       | 1       | 1            | 0            | 15       | 1      |
| M. Lugnan       | 13       | 0       | 4            | 0            | 17       | 0      |
| G.P. Marchetti  | 21       | 1       | 4            | 0            | 25       | 1      |
| G. Mastropasqua | 35       | 3       | 1            | 0            | 36       | 3      |
| G. Musiello     | 32       | 6       | 3            | 0            | 35       | 6      |
| A. Percassi     | 38       | 0       | 4            | 0            | 42       | 0      |
| H. Pircher      | 2        | 0       | 0            | 0            | 2        | 0      |
| A. Rizzati      | 35       | 8       | 4            | 0            | 39       | 8      |
| A. Rocca        | 26       | 0       | 0            | 0            | 26       | 0      |
| M. Russo        | 37       | 3       | 4            | 0            | 41       | 3      |
| A. Scala        | 34       | 8       | 2            | 0            | 36       | 8      |
| G. Tamburrini   | 1        | 0       | 0            | 0            | 1        | 0      |
| R. Vernacchia   | 30       | 6       | 4            | 0            | 34       | 6      |